# Ishøj Gymnasium
Ishøj Gymnasium var et gymnasium beliggende i Ishøj vest for København.
Gymnasiet blev oprindeligt drevet af Københavns Amt, men blev i 2007 en del af det selvejende uddannelescenter CPH WEST, der bl.a. også udbyder de merkantile og tekniske gymnasiale uddannelser.
I 2024 blev gymnasiet slået sammen med Hvidovre Gymnasium til Enghøj Gymnasium, og i den forbindelse lukkede stx-aktiviteten i Ishøj og flyttede til Hvidovre.

## Rektorer
- 1982-20??: Hans Henrik Hansen (født 27. november 1944)
- 20??-2015: Eva Hofman-Bang
- 2016-2024: Trine Ladekarl Nellemann

## Kendte studenter
- 1985: Helle Thorning-Schmidt, cand.scient.pol., partileder, statsminister 2011-15, Red Barnets generaldirektør
- ca. 1990: Pia Olsen Dyhr, cand.scient.pol., partileder, minister 2011-14
- ca. 1995: Waqas Qadri, medlem af Outlandish